# Accordo sul confine marittimo Cuba-USA
L'accordo sul confine marittimo Cuba-USA è un trattato del 1977 tra Cuba e gli Stati Uniti che stabilisce il confine marittimo internazionale tra i due stati. La delimitazione dei confini marittimi era necessaria per facilitare l'applicazione delle leggi, la gestione delle risorse e per evitare conflitti all'interno delle zone marittime di duecento miglia sovrapposte dei paesi.

## Firma
Il trattato venne firmato a Washington D.C. il 16 dicembre 1977 da Mark B. Feldman, vice consigliere legale del Dipartimento di Stato degli Stati Uniti e da Olga Miranda, consigliere legale del Ministero degli esteri cubano. Il trattato stabiliva che l'accordo di confine era provvisorio per due anni e sarebbe diventato permanente qualora entrambi gli Stati avessero ratificato il trattato. Il 19 gennaio 1978 il presidente Jimmy Carter trasmise il trattato al Senato degli Stati Uniti e il 30 giugno 1980 si tenne un'udienza del Comitato per le relazioni estere. Tuttavia, il Senato non votò mai il trattato, che quindi non è ancora entrato in vigore. In attesa della sua approvazione, Cuba e gli Stati Uniti hanno mantenuto la linea di confine stabilita nel trattato in via provvisoria grazie a un modus vivendi suggellato da una serie di accordi esecutivi rinnovati ogni due anni.

## Delimitazione del confine

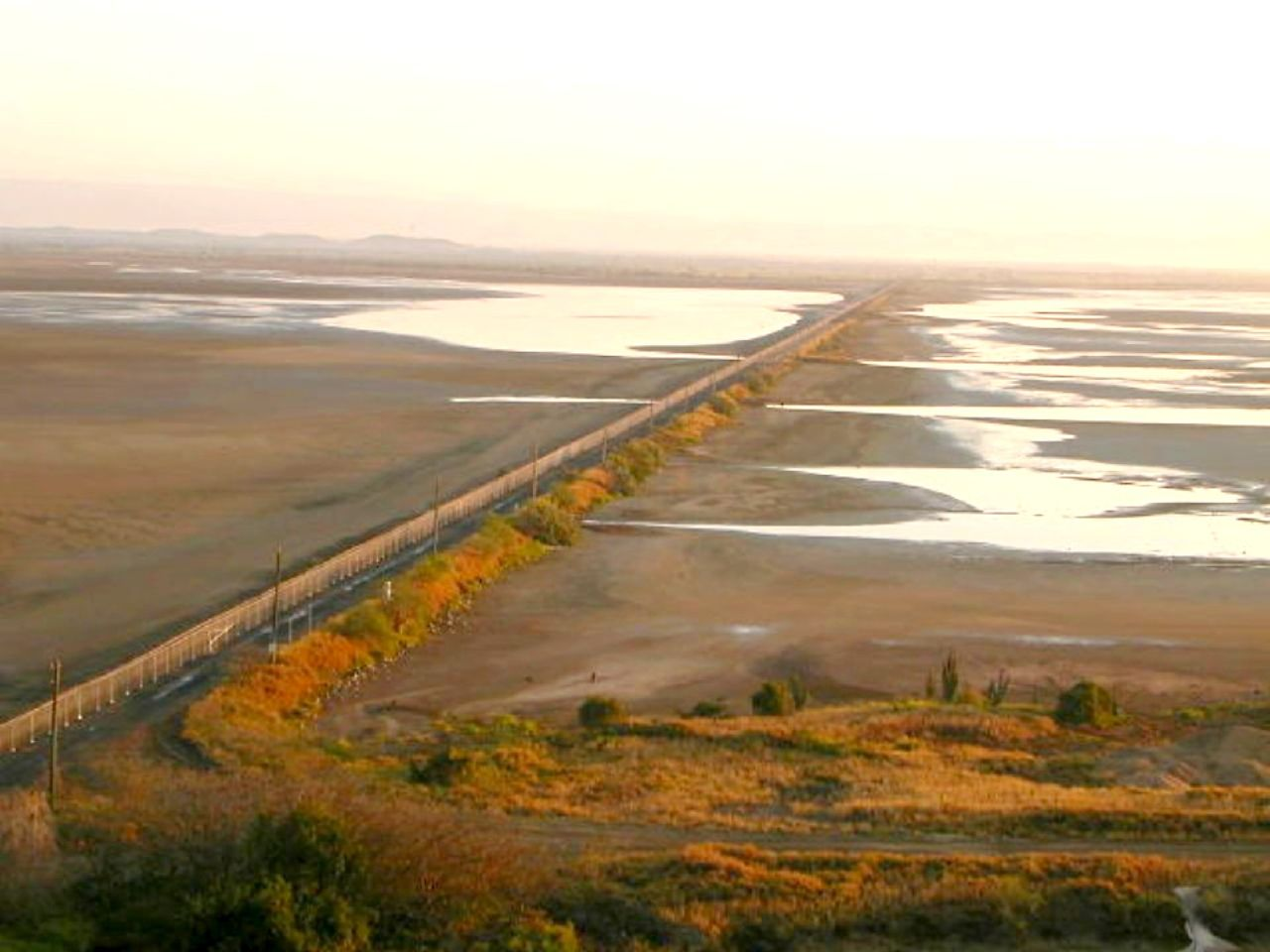
Recisione nella base di Guantanámo. Il lato destro del recinto è americano; il lato sinistro è cubano.

Il modus vivendi segue una linea di demarcazione di 17 punti tra la Florida e l'isola di Cuba.
I due paesi condividono inoltre una frontiera delimitata da una recisione tra la base navale statunitense di Guantanámo e la restante area territoriale cubana sulla Baia di Guantánamo.

## Accordo del 2017
Nel 2017 Stati Uniti e Cuba hanno firmato una serie di accordi per il confine marittimo nel Golfo del Messico, aprendo la possibilità a Cuba di esplorare e sviluppare le sue risorse petrolifere offshore. Il Dipartimento di Stato degli Stati Uniti ha firmato il trattato bilaterale per delineare il confine marittimo condiviso nelle acque orientali del Golfo del Messico, a partire da poco più di 200 miglia nautiche al largo della costa di Tampa Bay e della Florida, noto come Eastern Gap. Secondo l'accordo Cuba otterrebbe circa il 10% dell'Easter gap. Le disposizioni del trattato erano state concordate sotto l'amministrazione Carter senza essere formalizzate.